# Gerhard Zeggert
Gerhard Zeggert (ur. 21 października 1896 w Pasewalku, zm. 17 lipca 1977 w Konstancji) – niemiecki muzyk kościelny, organista, dyrygent i kompozytor.

## Życiorys
Urodził się 21 października 1896 roku w Pasewalku na Pomorzu, jako syn Hermanna i Ernestyny z domu Dörwald. Podstawowe wykształcenie muzyczne uzyskał w latach 1911-1915 u miejscowego kantora Hansa Mattheusa, który uczył młodego Gerharda gry na organach, fortepianie i skrzypcach. Po ukończeniu gimnazjum realnego, w latach 1915-1916 studiował w Królewskiej Wyższej Szkole Muzycznej w Berlinie w klasie organów Bernharda Irrganga, a następnie w berlińskim Instytucie Muzyki Kościelnej i Edukacji Muzycznej. W roku 1920 zdał egzamin państwowy na organistę i dyrygenta chóralnego, a także nauczyciela akademickiego. Studiował również kompozycję u Martina Graberta. Był zatem człowiekiem wszechstronnie wykształconym w zakresie sztuki muzycznej. W latach 1920–1922 działał w Berlinie współpracując w różnymi instytucjami (Elisabeth Christinen-Lyzeum, Kapelle der Berliner Staatsoper) oraz prowadził chór męski.
W roku 1922 Zeggert przeniósł się do Wrocławia i rozpoczął pracę na stanowisku kantora i pierwszego organisty w Kościele Pamiątkowym Królowej Luizy.
Zaledwie rok później objął tożsamy urząd w Głównym i Parafialnym Kościele św. Marii Magdaleny. Zatrudniono go także w Gimnazjum św. Marii Magdaleny (od 1925 roku) w charakterze nauczyciela śpiewu, historii i teorii muzyki. Uczył również w Wyższym Seminarium Nauczycielskim Bethanien (1937-1939). Był on także asystentem profesora Maksa Schneidera w Instytucie Muzyki Kościelnej na Śląskim Uniwersytecie Fryderyka Wilhelma.
W roku 1924 Gerhard Zeggert pojął za żonę Antonie Lehmann, którą poznał jeszcze w Berlinie. Ona również posiadała wykształcenie muzyczne; grała na fortepianie oraz klawesynie i w późniejszym okresie zdarzało się, iż występowała na koncertach organizowanych przez męża.
Od tego samego roku Zeggert był członkiem państwowej komisji egzaminacyjnej dopuszczającej do zawodu organisty, dyrygenta chóralnego, prywatnego nauczyciela muzyki, radcy miejskiego w zakresie sztuki muzycznej, a od roku 1927 także nauczyciela muzyki w wyższych seminariach nauczycielskich. 31 października 1942 roku zdobył najwyższe przewidziane prawem państwowym kwalifikacje muzyka kościelnego: otrzymał tytuł dyrektora muzyki kościelnej (Kirchenmusikdirektor). Wykształcenie oraz możliwości intelektualne Gerharda Zeggerta były docenione także przez władze kościelne, które powołały go na urząd rzeczoznawcy Śląskiego Konsystorza Ewangelickiego. Służył on jednak swą wiedzą i doświadczeniem nie tylko temu Kościołowi, o czym świadczy niezbyt długa, ale wymowna w tym kontekście, lista instrumentów wybudowanych bądź przebudowanych we Wrocławiu według koncepcji Zeggerta. W 1924 roku powstała dyspozycja nowych 72-głosowych organów dla kościoła staroluterańskiego św. Katarzyny, w roku 1930 wybudowano nowe 25-głosowe organy w kościele św. Krzysztofa, w 1931 powstała koncepcja przebudowy organów Synagogi Na Wygonie, które rozbudowano do 63 głosów. W latach 1924–1938 Zeggert prowadził systematycznie rozbudowę organów u św. Marii Magdaleny (do 100 głosów), natomiast w 1943 roku stworzył plan przebudowy głównego instrumentu katedry rzymskokatolickiej św. Jana Chrzciciela, który nie został jednak zrealizowany z powodu działań wojennych. Niewątpliwym ukoronowaniem działalności Zeggerta jako organologa była koncepcja i realizacja w 1937 roku gruntownej przebudowy w duchu Orgelbewegung oraz rozbudowy do 222 głosów organów Hali Stulecia, wówczas największych na świecie. Świadczy to o tym, że kantor św. Marii Magdaleny cieszył się powszechnym uznaniem i szacunkiem, a oferty współpracy spływały doń z wielu kierunków, czasami tak nieoczekiwanych, jak rzymskokatolicka kuria biskupia czy gmina żydowska.
Kresem wielkiej kariery Gerharda Zeggerta, w znaczeniu nie tylko ówczesnym i miejscowym – wrocławskim, ale przede wszystkim społecznym i osobistym, było oblężenie miasta przez Armię Czerwoną i powojenne wysiedlenie. Muzyk ten, mając 49 lat, stracił wszystko, co było mu do tej pory najdroższe i co – wiele na to wskazuje – nadawało sens jego życiu: ukochane organy, kościół-miejsce pracy, możliwość koncertowania, dorobek kompozytorski, pozycję męża zaufania, a przede wszystkim: jedynego syna – Dietera.
W latach 1945–1946 Zeggert wraz z żoną i dwoma córkami – starszą Ingą i młodszą Ute – mieszkał w Cieplicach-Zdroju, gdzie sprawował funkcję kantora tamtejszego kościoła ewangelickiego, prowadził chór oraz organizował koncerty organowe (12 w Jeleniej Górze, 25 w Cieplicach, ponadto dwie prezentacje Requiem Mozarta tamże). W roku 1946 rodzina została przymusowo wysiedlona z terenów Polski. Zeggert podjął pracę jako chórmistrz i organista pomocniczy w kościele parafialnym w Rastede w Dolnej Saksonii, a następnie przyjął urząd kantora i organisty kościoła św. Jerzego w St. Georgen im Schwarzwald. Organizował koncerty muzyki organowej i chóralnej, a także nadzorował instrumentarium. Koncertował również z orkiestrami symfonicznymi ze Stuttgartu oraz Reutlingen, a w latach 1947-1966 był dyrygentem Männersängerbund, z którym występował na licznych festiwalach, w tym Muzyki Nowej w Donaueschingen i Ludwigsburgu.
Gerhard Zeggert zmarł w Konstancji 17 lipca 1977 roku, mając 81 lat.

## Dorobek artystyczny

### Koncerty
Obok aktywności stricte kościelnej, liturgicznej, Gerhard Zeggert stworzył warunki (i sam je pielęgnował) umożliwiające prężną działalność koncertową. Z podjętych przez niego inicjatyw można wyróżnić 428 koncertów poniedziałkowych, wielokrotne prezentacje bachowskich kantat, a także wystawienia wielkich dzieł oratoryjnych – tradycyjnie w Wielkim Tygodniu, na Boże Narodzenie oraz w Niedzielę Wieczności.
Z działalności spoza parafii św. Marii Magdaleny warto w tym miejscu przynajmniej wspomnieć letnie koncerty organowe w Hali Stulecia, organizowane przez Zeggerta od 11 czerwca 1939 do 12 listopada 1944.

### Kompozycje
Wszystkie kompozycje Zeggerta zaginęły podczas II wojny światowej (funkcjonowały tylko w rękopisach, nie były wydane drukiem). W roku 2012 Tomasz Kmita-Skarsgård odnalazł w bibliotece kantoratu kościoła św. Krzysztofa we Wrocławiu głosy chóralne Messe in g-moll oraz dwa opracowania chorałowe.

#### Utwory organowe
- Fantasie und Fuge cis-moll
- Passacaglia e-moll
- Vaterländische Fantasie
- Cztery przygrywki chorałowe:
  1. Allein Gott in der Höh’ sei Ehr’
  2. Ach, Gott und Herr
  3. Christe, du Lamm Gottes
  4. Alle Menschen müssen sterben

#### Utwory kameralne
- Adagio na klarnet, wiolonczelę i organy

#### Msze i kantaty
- Messe in g-moll na sopran solo, alt solo, chór i orkiestrę
- Maria Magdalena am Ostermorgen, Biblische Szene nach Johannes (tekst: Jan 20:11-18) na trzy głosy solowe (sopran, alt, tenor), chór chorałowy, dwoje skrzypiec i wiolonczelę
- Jesus Christus unser Heiland
- Thomas, Biblische Szene
- Segne und Behüte na chór chłopięcy

#### Pieśni solowe
- Cztery pieśni na bas i organy
  1. Hüt’ vor dem Alltag (tekst: C. Flaischlen)
  2. Ewige Nacht (tekst: F. Grillparzer)
  3. Musst du ein Liebstes geben (tekst: G. Schüller)
  4. Der Friedhof (tekst: G. Schüller)
- Cztery pieśni na sopran i organy (teksty: H. Hesse i G. Schüller)
  1. Geistliches Abendlied
  2. Am Abend
  3. Lass mich die Welt vergessen
  4. Das Lebenslied
- Cztery pieśni na alt i organy (teksty: G. Lehmann)
  1. Siehe, ich bin euch
  2. Bereitschaft
  3. Erwartung
  4. Nahes Ziel

#### Opracowania chorałowe
- Nun sich der Tag geendet hat na chór żeński
- Segne und behüte uns na chór żeński

## Patron
Od roku 2013 Gerhard Zeggert jest patronem kantoratu kościoła św. Krzysztofa we Wrocławiu, którym niegdyś sam kierował. Nosi on imię Zeggerteum.